# Sint-Remigiuskerk (Neervelp)
De Sint-Remigiuskerk is een kerkgebouw in Neervelp in de Belgische gemeente Boutersem in de provincie Vlaams-Brabant. De kerk ligt aan de Klein-Heidestraat en de Vertrijksestraat en wordt omgeven door een ommuurd kerkhof.
Het gebouw bestaat uit een ingebouwde westtoren, een eenbeukig schip met drie traveeën, een klein transept en een driezijdig gesloten koor. De westgevel is in zandsteen opgetrokken in classicistische stijl en is voorzien van een portaal en drie segmentboogvensters. In dezelfde stijl zijn de andere ramen van het gebouw voorzien. De toren heeft in iedere zijde een rondboogvormig galmgat en wordt gedekt door een ingesnoerde naaldspits. Tegen het koor zijn lage sacristieën aan gebouwd. Binnen zijn er kruisribgewelven op pilasters geconstrueerd in een classicistische stijl.
De kerk is de parochiekerk van het dorp en is gewijd aan Sint-Remigius.

## Geschiedenis
In 1747-1800 werd de kerk gebouwd.